# Cara Delevingne

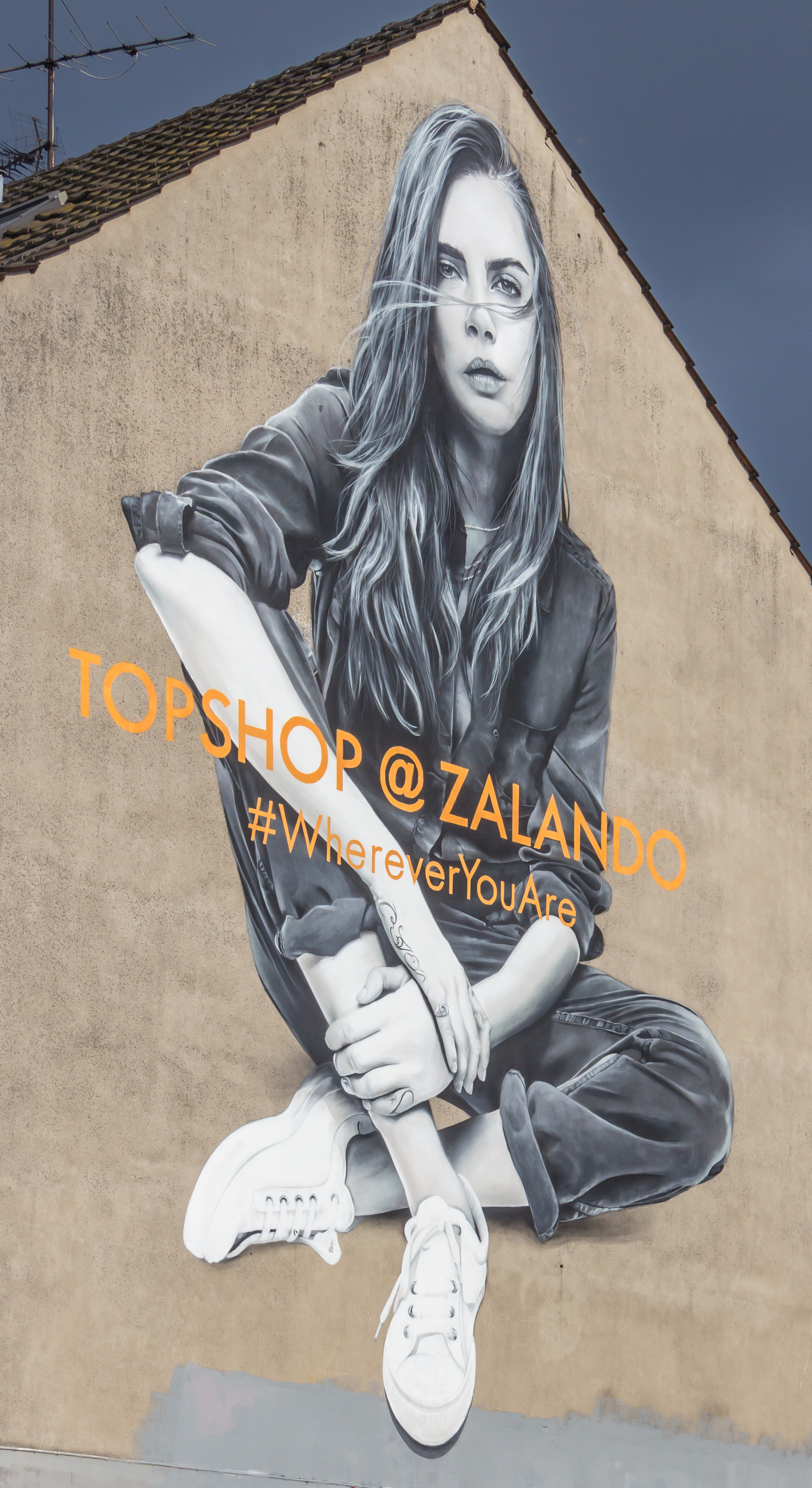
Cara Delevingne på en reklam för Zalando.

Cara Jocelyn Delevingne, född 12 augusti 1992 i Hammersmith i London, Storbritannien, är en engelsk skådespelare, supermodell, sångerska och författare.

## Biografi
Cara Delevingne föddes i London som dotter till fastighetsutvecklaren och byggherren Charles Delevingne och Pandora, född Stevens. Hon har två äldre systrar, Chloe och modellen Poppy, samt en halvbror. Hon växte upp tillsammans med bland andra Mick Jaggers dotter Georgia May.
Delevingne har medverkat som modell bland annat i Victoria's Secrets modevisningar. Hon var 2022 Storbritanniens bäst betalda och mest kända supermodell.
Från maj 2023 gick Vattenfall ut i media med en hållbarhetskampanj med Cara Delevingne som frontfigur.
Delevingne debuterade i den mindre rollen som Princess Sorokina i filmatiseringen Anna Karenina 2012. 2013 gjorde hon en röst i tv-spelet Grand Theft Auto V. Hon spelade där en DJ på radiokanalen Non-Stop-Pop FM, som kan lyssnas på i spelet. I thrillern The Face of an Angel (2014) spelar Delevingne en av huvudrollerna. Hon medverkar även i filmen Tulpanfeber (2017) och som sjöjungfru i Pan. Hon spelar rollen som Enchantress, en skurk med magiska egenskaper, i Suicide Squad och huvudrollen som den mystiska Margo i Paper Towns, baserad på John Greens bok Paper Towns. Hon har även medverkat i musikvideor såsom Ugly Boy av Die Antwoord.  I december 2014 var Delevingne med i Reincarnation, en kortfilm av modeskaparen Karl Lagerfeld för Chanel. Där deltog även Pharrell Williams och Geraldine Chaplin. Delevingne gjorde också huvudrollen i Valerian and the City of a Thousand Planets (2017) och har alltmer övergått till filmskådespeleri framför modellarbetet.
Hösten 2017 gav hon ut thriller-romanen Mirror, Mirror; även på svenska som Spegel, spegel.

## Privatliv
Delevingne är öppet bisexuell. I juni 2015 bekräftade Delevingne att hen var i ett förhållande med musikern Annie Clark. De två gjorde slut i september 2016. I maj 2018 kom Delevingne ut som ickebinär. Mellan 2018 och 2020 hade hen en relation med skådespelaren Ashley Benson.

## Filmografi i urval
- 2012 – Anna Karenina
- 2014 – Face of an Angel
- 2015 – Paper Towns
- 2015 – Pan
- 2016 – Suicide Squad
- 2017 – Valerian and the City of a Thousand Planets
- 2017 – Tulpanfeber
- 2020 – Life in a Year
- 2022 – Tell It Like a Woman
- 2019–2023 – Carnival Row (TV-serie)